# Urmas Sisask
Urmas Sisask (Rapla, 9 settembre 1960 – 17 dicembre 2022) è stato un compositore e direttore di coro estone.

## Biografia
Conseguì il diploma di composizione al conservatorio di Tallinn nel 1985 sotto la guida di René Eespere.
Autore eclettico, la sua passione per l'astronomia lo indirizzò a un costante parallelismo tra armonia cosmica e armonia musicale: egli stesso si definiva un "astromusicista". Gran parte della sua produzione è rivolta alla musica corale a cappella per coro a voci miste, ma interessante è anche la sua produzione per coro di voci bianche. In ambito strumentale si dedicò alla musica per orchestra, per pianoforte e per vari strumenti solisti, in particolar modo il clarinetto.
Pubblicò per case editrici e discografiche come Harmonia Mundi, Fennica Gehrman, Finlandia Records, e collaborò con Radio France, Estonian Philharmonic Chamber Choir, The Chamber Choir Eesti Projekt e l'Orchestra di stato estone.
Residente nel piccolo villaggio di Jäneda, Sisask morì il 17 dicembre 2022 all'età di 62 anni.

## Opere rappresentative
- 1987 Circolo stellare (Tähistaeva tsükkel)
- 1988 Gloria Patri, raccolta di 24 inni sacri per coro a cappella
- 1989 Pleiadi (Plejaadid)
- 1990 Via Lattea (Linnutee galaktika), per pianoforte a quattro mani
- 1991 Andromeda (Andromeda galaktika)
- 1992 Ave Maria (Kiitkem sudamest Mariat) per coro maschile
- 1992 Jõuluoratoorium (oratorio)
- 1993 Magnificat
- 1994 Messa n. 1
- 1995 Sinfonia Simbiotica (Sümbiootiline Sümfoonia)
- 1995 Cometa Hyakutake per orchestra e percussioni
- 1998 Ave Sol
- 1999 Messa di Natale n. 4, op. 46 (Joulumissa)
- 2000 Stella Polare (Pohjanael)
- 2001 Leonidi (Leonides) Concerto per flauto e orchestra, op. 78
- 2002 Benedictio, per coro misto
- 2002 Sirio (Sirio) per pianoforte a quattro mani
- 2003 Procyon (Procyon) per pianoforte
- 2003 Castor per pianoforte